# Струналампи
Струналампи — озеро на территории Ребольского сельского поселения Муезерского района Республики Карелия.

## Общие сведения
Площадь озера — 0,7 км². Располагается на высоте 175,6 метра над уровнем моря.
Форма озера лопастная, подковообразная. Берега каменисто-песчаные, местами заболоченные.
С северо-восточной стороны озера вытекает протока, втекающая в реку Колвас, вытекающую из озера Колвас, протекающую озёра Ченус, Руогосельга (с притоком, вытекающим из озера Талвизъярви), Лавансельга, Талвизлакши и впадающую в Лексозеро, откуда через реки Сулу и Лендерку воды в итоге попадают в Балтийское море.
Недалеко от юго-западного берега проходит дорога местного значения, идущая в деревню Колвасозеро, находящуюся в полутора километрах западнее Струналампи.
Код объекта в государственном водном реестре — 01050000111102000010373.